# Is Survived By
Is Survived By là album phòng thu thứ ba của ban nhạc post-hardcore người Mỹ Touché Amoré. Album được phát hành ngày 24 tháng 9 năm 2013 qua Deathwish. Danh sách bài hát và bìa đĩa được công bố ngày 17 tháng 7 năm 2013. Đĩa đơn "Just Exist" được phát hành ngày 30 tháng 7 năm 2013.

## Tiếp nhận đánh gia
| Đánh giá chuyên môn | Đánh giá chuyên môn |
| Điểm trung bình     | Điểm trung bình     |
| Nguồn               | Đánh giá            |
| ------------------- | ------------------- |
| Metacritic          | (87/100)            |
| Nguồn đánh giá      |                     |
| Nguồn               | Đánh giá            |
| Allmusic            | [ 5 ]               |
| Absolute Punk       | 98%                 |
| Alternative Press   | [ 7 ]               |
| The A.V. Club       | A-                  |
| Exclaim!            | [ 9 ]               |
| Pitchfork Media     | 8.0/10              |
| Sputnikmusic        | 4.1/5.0             |

Trong bài đánh giá của Alternative Press, Scott Heisel viết rằng "Is Survived By gây ra sự sợ hãi bị giam giữ theo cách tuyệt nhất có thể". Bradley Zorgdrager của Exclaim! ghi "với Is Survived By, họ [Touché Amoré] đã vượt qua chính mình".

## Danh sách bài hát
1. "Just Exist" – 2:17
2. "To Write Content" – 2:57
3. "Praise / Love" – 1:01
4. "Anyone / Anything" – 2:39
5. "DNA" – 2:08
6. "Harbor" – 3:04
7. "Kerosene" – 1:42
8. "Blue Angels" – 1:31
9. "Social Caterpillar" – 3:03
10. "Non Fiction" – 3:05
11. "Steps" – 2:38
12. "Is Survived By" – 3:30

## Thành phần tham gia
Thành phần tham gia Is Survived By theo phần bìa ghi chú.
Touché Amoré
- Elliot Babin – trống, piano
- Jeremy Bolm – hát
- Tyler Kirby – bass, hát
- Nick Steinhardt – guitar
- Clayton Stevens – guitar

Nhạc sĩ khác mời
- Julia Blake (Vow) – hát phụ trong "Blue Angels"
- Jon Simmons (Balance and Composure) – hát phụ trong "Steps"

Thành phần sản xuất
- Brad Wood – sản xuất, kỹ thuật, phối khí
- Hans DeKline – master

Bìa đĩa
- Nick Steinhardt – chỉ đạo nghệ thuật, thiết kế
- Ryan Aylsworth – nhiếp ảnh